# Nectriella halonata
Nectriella halonata är en svampart som tillhör divisionen sporsäcksvampar, och som beskrevs av Rosalind Lowen. Nectriella halonata ingår i släktet Nectriella, och familjen Bionectriaceae. Arten är reproducerande i Sverige.